# Sainteny
Pour les articles homonymes, voir Sainteny (homonymie).
Sainteny est une ancienne commune française du département de la Manche et de la région Normandie, peuplée de 877 habitants, devenue le 1er janvier 2016 une commune déléguée au sein de la commune nouvelle de Terre-et-Marais.

## Géographie

### Localisation
Couvrant 2 163 hectares, le territoire de Sainteny est le plus étendu du canton de Carentan.
| Gorges                       | Auvers, Méautis | Méautis                                                 |
| Nay, Saint-Germain-sur-Sèves | Sainteny        | Saint-Georges-de-Bohon (comm. nouv. de Terre-et-Marais) |
| Raids                        | Raids, Auxais   | Auxais                                                  |

## Toponymie
Le nom de la localité est attesté au Moyen Âge sous les formes latinisées Sanctineio vers 1060, de Santineio en 1162, Sanctineyo en 1280, puis on note la forme Sancteny à partir du XVe siècle, ensuite on trouve Saint-Eny ou St-Eny, puis Sainteny.
Il s'agit d'un toponyme gallo-romain *SANCTINIACU (autrement noté *Sanctiniacum), formé avec le suffixe gallo-roman -(I)ACU (autrement noté (-i)-acum) ajouté, dans ce cas, à un nom de personne. Ce suffixe d'origine celtique (gaulois) marque la localisation et la propriété. -(I)ACU a régulièrement abouti à -ei en ancien français et les terminaisons en -eio, -eyo des formes anciennes représentent des latinisations des formes françaises pour les besoins des écrits rédigés en latin médiéval.
Il est difficile, voire impossible, de décider si l'élément -IN- fait partie du radical ou du suffixe. Dans le premier cas, la coupe peut être *SANCTINI-ACU ou *SANCTIN-IACU; dans le second, *SANCT-INIACU. En effet, l'abondance d'anthroponymes gallo-romains terminés par -inus ou -inius, ainsi que celle des noms d'origine germanique en -in, a entraîné, après l'ajout du suffixe -(I)ACU, la formation d'une fréquente finale toponymique -INIACU. Celle-ci a acquis peu à peu son autonomie, et a parfois été directement ajoutée à différents noms de personnes pour former un nom de domaine.
Le toponyme peut donc tout aussi bien signifier « le lieu de Sanctus » c'est-à-dire d'un personnage « saint » ou surnommé « le Saint » ou encore de *Sanctinus, anthroponyme, non attesté, dérivé du précédent. La forme Saint-Eny représente un mécoupure du nom d'origine. La même étymologie populaire a affecté Saint-Igny-de-Vers (Rhône, Semtiniacus au XIe siècle, Santiniacum [?]), mais est, par contre, conservée dans l'orthographe actuelle.

## Histoire

### Antiquité
La voie romaine reliant Coutances via Périers au sud et Carentan au nord passait sur son territoire,.

### Moyen Âge
C'est sur son territoire que furent produits, aux VIIe – VIIIe siècles, des sarcophages en falun issus des carrières de Sainteny. Ceux-ci furent produits en grand nombre comme l'atteste les signalements effectués à l'occasion de fouilles archéologiques ou de découvertes fortuites et la dizaine de cuves aujourd'hui conservées, ainsi que les nombreux fragments visibles en réemploi : maçonnerie d'édifices religieux, clôtures de cimetière, etc. Leurs transports fut probablement facilités par la proximité de la route antique et sa situation sur la Sèves qui était alors navigable et permettait, avec des embarcations à fond plat, de remonter jusqu'au port de Carentan.
En 1463, lors de la recherche de noblesse de Montfaut, une branche cadette de la famille d'Auxais est maintenue noble dans la paroisse de Sainteny.

### Temps modernes
En 1510 et 1516, Robert Piteray, écuyer rend aveu de la sergenterie de Sainteny, qu'il a héritée de son père, valant ¼ de fief de haubert tenue du roi en la vicomté de Carentan.
La paroisse eut pour seigneur Louis Franquetot de Coigny (olim Louis Guillotte) († 1629) également seigneur de Franquetot.

### Révolution française et Empire
À la création des cantons, Saint-Eny est chef-lieu de canton. Ce canton est supprimé lors du redécoupage cantonal de l'an IX (1801) et Sainteny est alors intégré au canton de Carentan.

### Époque contemporaine

#### Seconde Guerre mondiale
Du 10 juillet au 21 juillet 1944, la commune est le théâtre de violents combats opposant les troupes allemandes au 83e division d'infanterie US, aboutissant a la libération de la commune après que celle-ci a été prise et reprise cinq fois de suite. Après la libération de Carentan le 12 juin 1944, Sainteny, se trouvant sur la route de Périers et Coutances, et ouvrant ainsi la voie vers la Bretagne, la Wehrmacht campe sur ses positions.

#### XXIesiècle
Le 1er janvier 2016, Sainteny intègre avec Saint-Georges-de-Bohon la commune de Terre-et-Marais créée sous le régime juridique des communes nouvelles instauré par la loi no 2010-1563 du 16 décembre 2010 de réforme des collectivités territoriales. Les communes de Sainteny et Saint-Georges-de-Bohon deviennent des communes déléguées et Sainteny est le chef-lieu de la commune nouvelle.

## Politique et administration
| Période                                  | Période   | Identité                                     | Étiquette | Qualité                  |
| ---------------------------------------- | --------- | -------------------------------------------- | --------- | ------------------------ |
| 1789                                     | 1791      | René-Pierre Bourdon de La Basserie           |           | Propriétaire             |
| 1791                                     | 1792      | Jean-François Deméautis                      |           | Cultivateur              |
| 1792                                     | 1795      | Nicolas César Laignel-Lafosse                |           | Propriétaire             |
| 1795                                     | 1797      | Jean-Thomas Yvetot                           |           | Cultivateur              |
| 1797                                     | 1800      | Louis Michel Lesage                          |           | Cultivateur              |
| 1800                                     | 1800      | Jean Charles Louis Lessage-Basmarais         |           | Cultivateur              |
| 1800                                     | 1810      | François Louis Bauquet de Grandval           |           | Propriétaire, châtelain  |
| 1810                                     | 1823      | Charles Auguste Leroy du Campgrain           |           | Propriétaire, châtelain  |
| 1823                                     | 1831      | Jacques Élie Sauvage                         |           | Cultivateur              |
| 1831                                     | 1841      | Auguste René Bourdon                         |           | Propriétaire             |
| 1841                                     | 1858      | Adolphe René de La Gonnivière                |           | Propriétaire, châtelain  |
| 1858                                     | 1870      | Pierre Lesage                                |           | Propriétaire             |
| 1870                                     | 1888      | Adolphe René de La Gonnivière                |           | Propriétaire, châtelain  |
| 1888                                     | 1905      | Georges François René Doynel de La Sausserie |           | Propriétaire, châtelain  |
| 1905                                     | 1915      | François Philippe Regnault                   |           | Propriétaire-Cultivateur |
| 1915                                     | 1919      | Désiré Auguste Mauduit                       |           | Propriétaire             |
| 1919                                     | 1925      | Georges François René Doynel de La Sausserie |           | Propriétaire, châtelain  |
| 1925                                     | 1934      | Jean-Paul Aubraye                            |           | Propriétaire             |
| 1935                                     | 1942      | Louis-Jean Regnault                          |           | Propriétaire, éleveur    |
| 1942                                     | 1945      | Maurice Auguste Charles Madeleine            |           | Cultivateur              |
| 1945                                     | 1946      | Jean Jules Auguste Dauxais                   |           | Épicier-débitant         |
| 1946                                     | 1977      | Édouard Paul Amand Lepourry                  |           | Éleveur                  |
| 1977                                     | 1979      | Louis Théophile Germain Joseph Hardy         |           | Carrossier, charon       |
| 1979                                     | 1983      | Auguste Ernest Louis Ferey                   |           | Agriculteur              |
| 1983                                     | mars 2014 | Michel Lepourry                              | SE        | Agriculteur              |
| mars 2014                                | 2020      | Jean Laurent                                 | SE        | Retraité                 |
| 2020                                     | En cours  | Jean-Pierre Jacquet                          |           |                          |
| Les données manquantes sont à compléter. |           |                                              |           |                          |

## Démographie
En 2022, la commune comptait 877 habitants. Depuis 2004, les enquêtes de recensement dans les communes de moins de 10 000 habitants ont lieu tous les cinq ans (en 2008, 2013, 2018, etc. pour Sainteny) et les chiffres de population municipale légale des autres années sont des estimations.
| 1793  | 1800  | 1806  | 1821  | 1831  | 1836  | 1841  | 1846  | 1851  |
| ----- | ----- | ----- | ----- | ----- | ----- | ----- | ----- | ----- |
| 1 592 | 1 738 | 1 864 | 1 825 | 1 772 | 1 843 | 1 817 | 1 850 | 1 814 |

| 1856  | 1861  | 1866  | 1872  | 1876  | 1881  | 1886  | 1891  | 1896  |
| ----- | ----- | ----- | ----- | ----- | ----- | ----- | ----- | ----- |
| 1 744 | 1 787 | 1 782 | 1 691 | 1 641 | 1 516 | 1 460 | 1 456 | 1 375 |

| 1901  | 1906  | 1911  | 1921 | 1926 | 1931 | 1936 | 1946 | 1954 |
| ----- | ----- | ----- | ---- | ---- | ---- | ---- | ---- | ---- |
| 1 319 | 1 190 | 1 126 | 978  | 974  | 969  | 921  | 649  | 830  |

| 1962 | 1968 | 1975 | 1982 | 1990 | 1999 | 2008 | 2013 | 2018 |
| ---- | ---- | ---- | ---- | ---- | ---- | ---- | ---- | ---- |
| 838  | 782  | 708  | 665  | 727  | 785  | 795  | 845  | 887  |

| 2019 | - | - | - | - | - | - | - | - |
| ---- | - | - | - | - | - | - | - | - |
| 903  | - | - | - | - | - | - | - | - |

## Économie
La commune se situe dans la zone géographique des appellations d'origine protégée (AOP) Beurre d'Isigny et Crème d'Isigny.

## Culture locale et patrimoine

### Lieux et monuments
- Église Saint-Pierre[17] des XIIIe – XXe siècles en forme de croix avec une longue nef de sept travées du XIIIe siècle, élévation à deux étages (grandes arcades, fenêtres hautes), baie de la façade et porche flamboyants et avant-porche latéral ; chapelle Notre-Dame XIXe siècle annexée à l'église. Le clocher est  couvert d'un toit en bâtière, type de clocher très courant dans le département. Elle abrite un maître-autel et autels latéraux en granit du XXe, des fonts baptismaux du Moyen Âge et du XIXe, une Vierge à l'Enfant du XIXe, une verrière du XXe de M. Rocher et Ateliers Barillet, un ensemble de ciboire, calices et patènes des XVIIe et XVIIIe classé au titre objet aux monuments historiques[18]. À noter, dans la nef, deux chapiteaux décorés de grotesques[19].

L'édifice très endommagé en 1944 a été reconstruite presque entièrement, et à l'identique, selon les plans de l'architecte Michalon. C'est lors de ses travaux que fut découvert un relief sculpté à décor d'entrelacs (plaque de chancel ?),.
- Ancien prieuré dépendant de l'abbaye Saint-Nicolas d'Angers.
- Chapelles de Bléhou et de Raffoville.
- Fermes-manoirs : Raffoville du milieu XVIe siècle, entouré d'eau avec une petite chapelle, Lessay des XVIe et XVIIe siècles, avec tourelle et porte charretière, la Paysanterie en pierre de Sainteny, Verboeuf, Bléhou du XVIe siècle, Boisgrimot des XVIIe et XIXe siècles, endommagé en 1944, il n'en subsistent que le colombier et les communs[20].

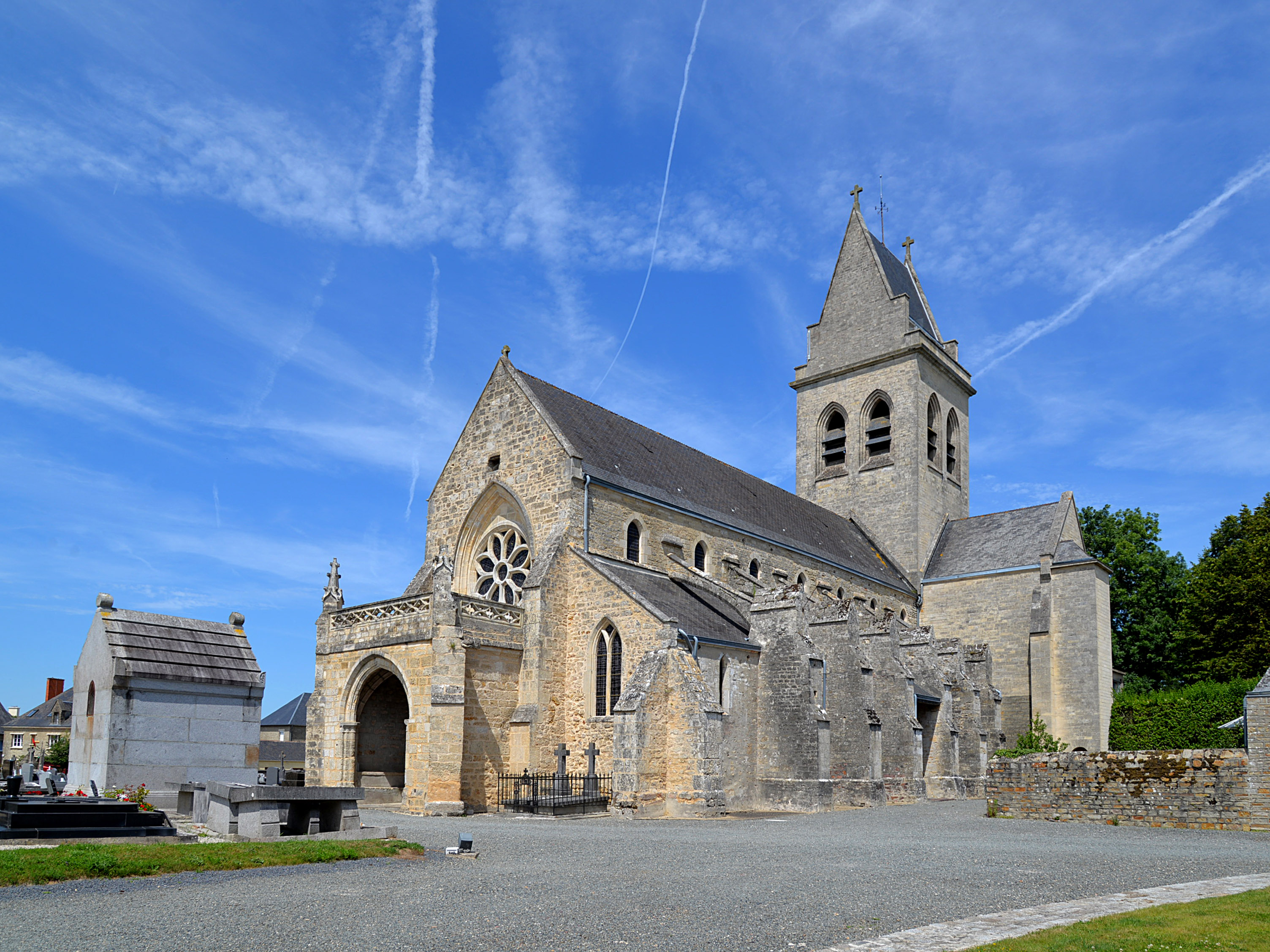
L’église Saint-Pierre. Vue sud-ouest.
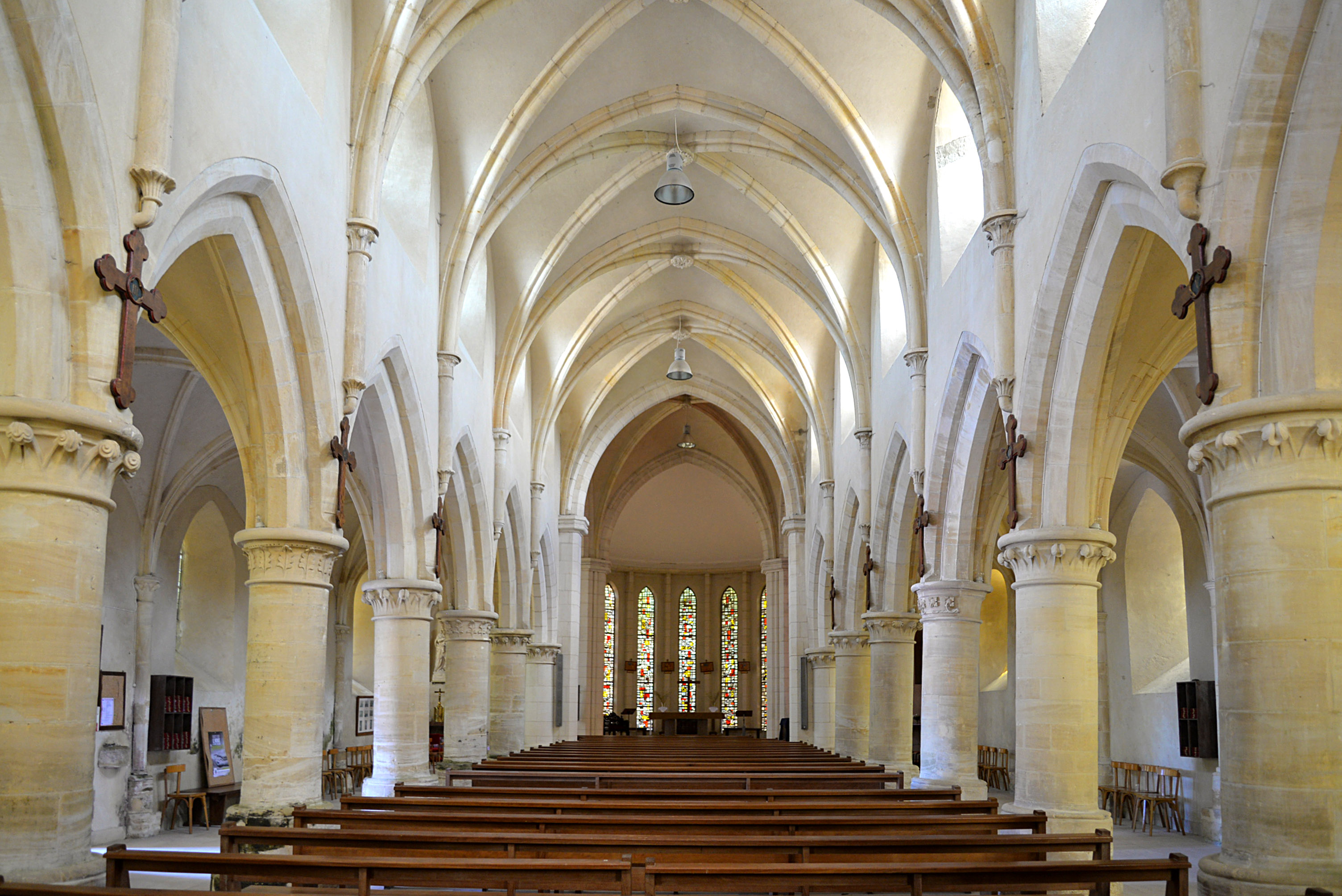
La nef de l’église Saint-Pierre.
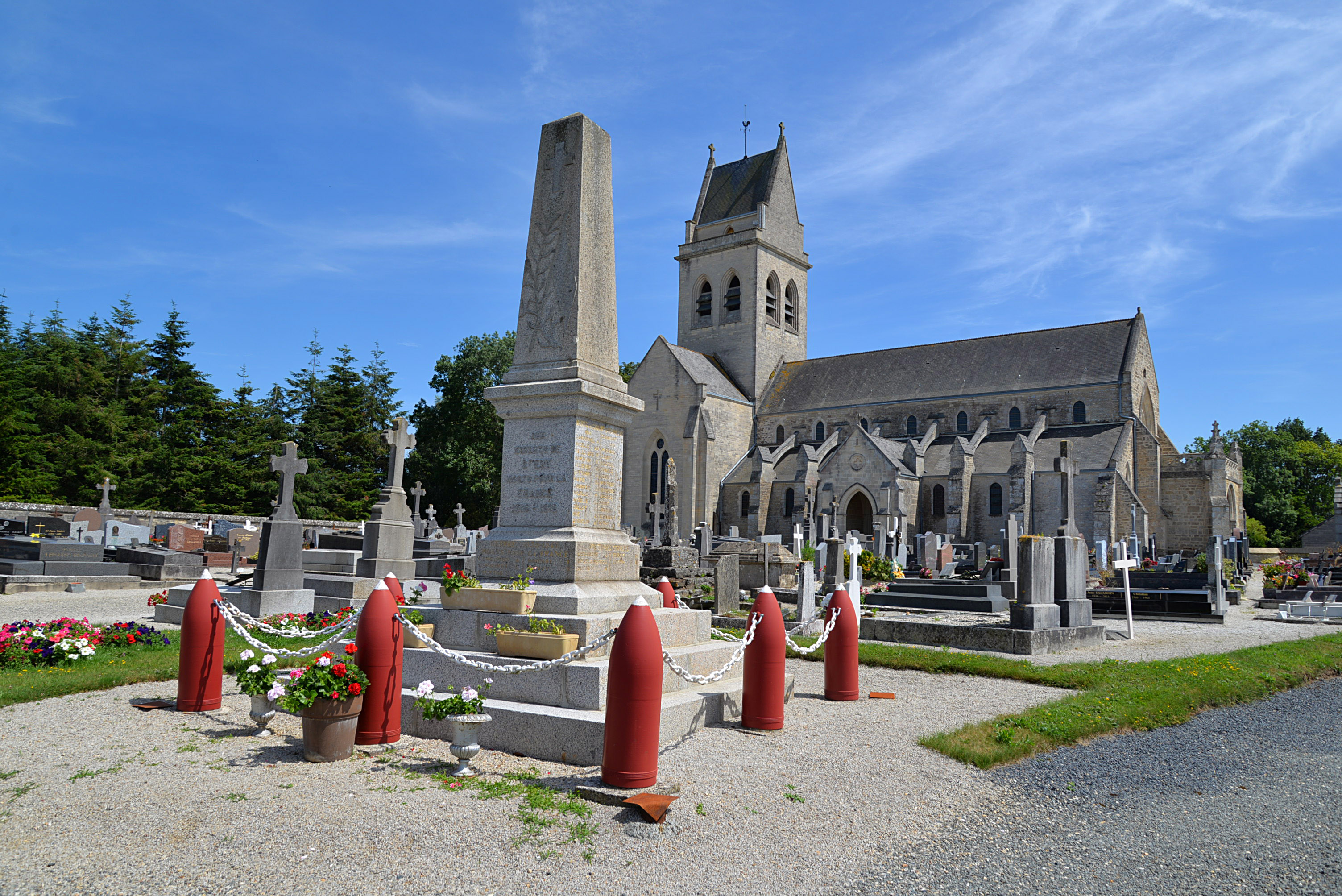
Le monument aux morts.

### Personnalités liées à la commune
- Constant Lepourry (Sainteny, 1908 - 1986), homme politique.